# Vịnh Đà Nẵng
Vịnh Đà Nẵng, còn có các tên gọi khác là Vũng Thùng, Vịnh Hàn hay Vịnh Tourane, là vịnh ven bờ biển tại thành phố Đà Nẵng, Việt Nam. Đây là một vùng vịnh khá rộng, tương đối sâu và kín gió, ít sóng, thuận tiện cho tàu thuyền ra vào và tránh gió bão khi đi ngang qua miền Trung.
Vịnh được giới hạn bởi núi Hải Vân và bán đảo Sơn Trà, có diện tích 116 km², chu vi là 46 km. Chiều dọc vịnh theo hướng Bắc Nam là 16 km, chiều ngang theo hướng Đông Tây là 10 km. Vịnh có độ sâu trung bình 8–10 m. Địa hình đáy vịnh trũng dần từ bờ ra giữa vịnh nhưng trũng không đều, có cấu tạo chủ yếu là cát, một số nơi có san hô, đá núi chìm dưới nước. Bên trên lớp cát là lớp bùn tích tụ qua nhiều năm chiếm đến 80% diện tích đáy vịnh.